# Dimitri Balanine
« Balanine » redirige ici. Ne pas confondre avec Balanin.
Dimitri Vassilievitch Balanine (en russe : Дми́трий Васи́льевич Баланин), né le 26 novembre 1857 et mort en 1928, est un général russe qui combattit durant la Première Guerre mondiale avec Armée impériale russe.

## Biographie
Il est natif de l'Oblast de Kherson. Il est diplômé du Lycée Militaire de Kiev en 1874 et de l'École Militaire de Constantine en 1876. Il participe à la Guerre russo-turque de 1877-1878 de 1877 à 1878. Il est lieutenant en 1882 et capitaine en 1884. Lieutenant-colonel en 1888, colonel en 1892, major général en 1902, Lieutenant-général en 1908 et général de l'infanterie 1914.
Il commande le 27e corps d'armée du 26 septembre 1914 au 20 décembre 1916. Il commande la 11e armée du 20 décembre 1916 au 15 mars 1917. Le 4 mai 1917 il est licencié et reçoit une pension. En 1919 il est arrêté pour des raisons inconnues. En 1920 il sert dans le quartier général du district militaire de Petrograd et il rejoint aussi l'Armée rouge. En octobre 1921 il est licencié pour maladie.
Soit il a été arrêté et est mort en prison en octobre 1928 ou soit il a vécu à Leningrad jusqu'en 1930.